# أسيتات البوتاسيوم
 أسيتات البوتاسيوم  مركب كيميائي له الصيغة CH3COOK ، ويكون على شكل مسحوق بلوري أبيض.

## الخواص
- تكون على شكل بلورات عديمة اللون والرائحة، تتسيل بسهولة لدى تماسها مع الهواء.
- ينحل مركب أسيتات البوتاسيوم بشكل جيد جداً في الماء (200 غ لكل 100 مل ماء عند الدرجة 20°س)، كما ينحل بشكل جيد في الإيثانول.
- المحاليل المائية منه لها صفة قلوية حيث أن الأس الهيدروجيني 0.1 نظامي مقداره 9.7.

## التحضير
يحضر مركب أسيتات البوتاسيوم من تفاعل تعديل حمض الخليك مع كربونات البوتاسيوم من ثم تبخير المحلول الناتج

## الاستخدامات
- يستخدم مركب أسيتات البوتاسيوم في الصناعات الغذائية من أجل ضبط الحموضة حيث له رقم الإي E261
- يستخدم أسيتات البوتاسيوم طبياً من أجل تعويض نقص البوتاسيوم في الجسم